# Orde d'Alexandre Nevski
L'Orde d'Alexandre Nevski (Rus: Орден Александра Невского - Transliterat: Orden Aleksandra Nèvskogo) és una condecoració soviètica instituïda per Stalin el 29 de juliol del 1942, durant la Gran Guerra Patriòtica, i atorgada als comandants militars pel valor personal i coratge a la Gran Guerra Patriòtica i que asseguressin l'execució reeixida de les missions encarregades a les tropes sota el seu comandament.
El 21 de maig del 1725 la Tsarina Caterina I la Gran va introduir per primer cop l'Orde d'Alexander Nevsky com una de les principals condecoracions militars. El 29 de juliol de 1942 va ser reintroduïda a la Gran Guerra Patriòtica per reviure la seva lluita contra els invasors alemanys, mitjançant Decret de la Presidència del Soviet Suprem de l'URSS. Els estatuts van ser completats mitjançant Decret del 10 de novembre de 1943, i la descripció va ser lleugerament modificada per Decret del 19 de juny de 1943. S'atorga mitjançant Decret de la Presidència del Soviet Suprem de l'URSS. Pel Decret de 10 de novembre de 1942 es podia concedir als caps de divisió i brigada.
Penja a la dreta del pit, i s'instal·la després de l'Orde de Bogdan Khmelnitski de 3a classe. L'Orde d'Alexandre Nevsky és atorgada en classe única, i és considerat com un dels ordes més bells entre els col·leccionistes.
Va ser esbossada per l'arquitecte I.S. Poskolku. El disseny va ser confirmat el 20 de juliol de 1942. Com que no hi ha retrats d'Alexandre Nevski, la imatge del medalló és la de l'actor Nikolai Txerkàssov, que va interpretar a Alexander Nevski a una pel·lícula de Sergei Eisenstein sobre l'heroi. És atorgada en classe única.
La primera concessió va ser el 5 de novembre de 1942, i la va rebre el Tinent Superior (després Tinent Coronel) I.N. Ruban, cap del 154 batalló d'infanteria de marina, per rebutjar un atac de blindats al Don a l'agost de 1942, en què es destruïren 7 tancs i es causaren més de 200 baixes enemigues. També podia concedir-se a estrangers, i en el transcurs de la II Guerra Mundial es concedí a prop de 70 generals i oficials i estrangers. També són comuns els casos de concessions repetides de l'orde. Hi ha documentats 2 casos de 3 concessions de l'Orde d'Alexandre Nevski, el tinent coronel Nikolai Leontevitx Nevski (de la 223a divisió de fusellers) (25579 -11/07/1944; 30759 - 12/02/1944; 33899 - 06/30/1945) i el tinent coronel Ivan Grigorievitx Borisenko.
És necessari advertir que la major part d'ordes d'Alexandre Nevski eren concedides als oficials al post de comandament del regiment o del batalló (als graus militars compresos entre tinent i major). Les concessions a rangs més alts a major eren més estranyes (ja que als oficials de major rang se'ls concedien ordes d'un rang més alt, com la Suvórov o la Kutuzov).
Després de la guerra es tornà a concedir durant l'esclafament de la "revolta contrarrevolucionària" a Hongria el 1956.
En total, va ser concedida en 42.156 ocasions, a uns 70 generals i oficials estrangers i a 1.473 unitats militars de l'Exèrcit Roig i la Flota de Guerra:
- Durant la Gran Guerra Patriòtica – 42.007 concessions
- Entre 1946-1956 – 141 concessions
- Entre 1957-1991 – 8 concessions

## Requeriments
Atorgada als caps de l'Exèrcit Roig que hagin manifestat valentia personal i un comandament hàbil en les accions d'èxit en els combats per la Pàtria en la Guerra Nacional:
- Per la manifestació, en concordança amb la missió de combat, la iniciativa a l'escollir el moment encertat per l'atac sobtat, valent i impetuós per l'enemic, i el traçat d'aquest a una gran derrota enemiga amb poques pèrdues pròpies.
- Per l'execució d'una missió de combat, amb una organització insistent i precisa de la interacció de les armes i la destrucció completa o majoritària de les forces enemigues
- Pel comandament de la divisió que hagin esclafat l'artilleria enemiga que superava en potència les forces pròpies, que hagi destruït un grup de fortins, o que hagin rebutjat un atac de blindats
- Pel comandament que hagin causat una gran derrota a l'enemic i hagin conservat el material propi
- Pel comandament de la divisió que hagin realitzat amb èxit una sèrie de missions de combat, que hagin ocasionat greus pèrdues a l'enemic sense tenir baixes pròpies
- Per les accions impetuoses i d'iniciativa que portin a la destrucció de les construccions de l'adversari
- Per l'organització d'enllaços de caràcter variat
- Per l'execució hàbil d'operacions de desembarcament amb pèrdues menors que hagin ocasionat una gran derrota a l'adversari.

### Disseny
La medalla consistia en una estrella d'esmalt vermell de 50 mm sobre raigs de llum de plata que surten de l'estel. Al mig de l'estrella hi ha un medalló de plata envoltat per una corona de llorer. El medalló mostra el bust d'Alexandre Nevski envoltat pel seu nom en lletres ciríl·liques. A cada costat de la punta superior de l'estrella hi ha dues destrals de combat. Entre les puntes inferiors de l'estrella hi ha un esmalt blau amb la falç i el martell. Darrere l'escut hi ha una espasa, un arc i un carcaj.
El galó és blau cel amb una franja roja al mig.